# IC 5279
IC 5279 ist eine Spiralgalaxie vom Hubble-Typ Sa im Sternbild Indianer am Südsternhimmel. Sie ist schätzungsweise 169 Millionen Lichtjahre von der Milchstraße entfernt.
Das Objekt wurde am 29. August 1900 von DeLisle Stewart entdeckt.